# 江府三次道路
江府三次道路（こうふみよしどうろ）は、鳥取県日野郡江府町から広島県三次市に至る地域高規格道路である。

## 概要
鳥取県西部圏域と広島県備北圏域を結び、広域道路ネットワークを構成する道路である。
国道183号の自動車専用道路と一般道路で構成される。鳥取県側が約40 km、広島県側が約50 kmとなる。
現在、供用されているのは生山道路と高道路の7.6kmのみである。

## 各区間の概要

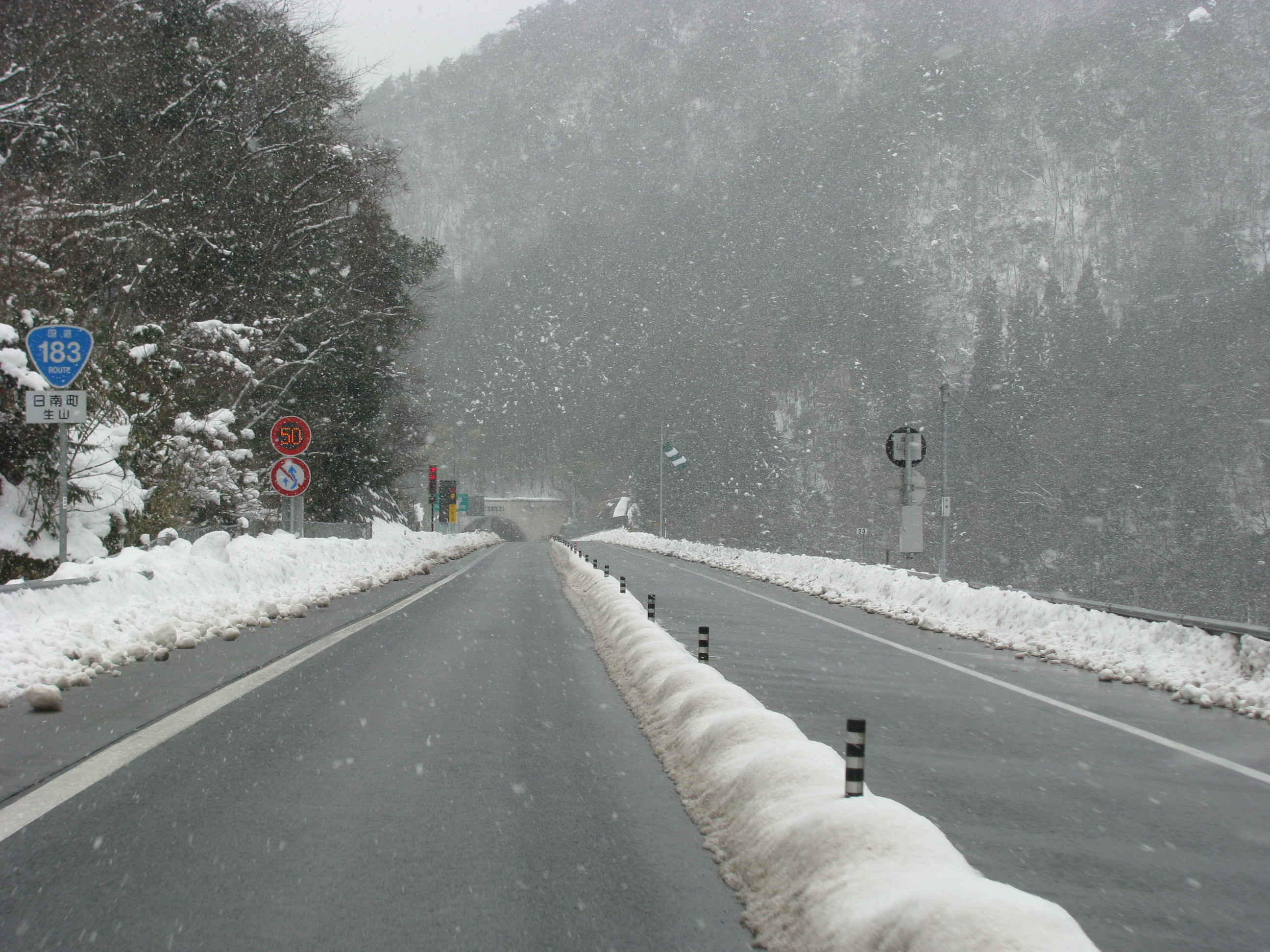
生山道路（2011年1月15日）

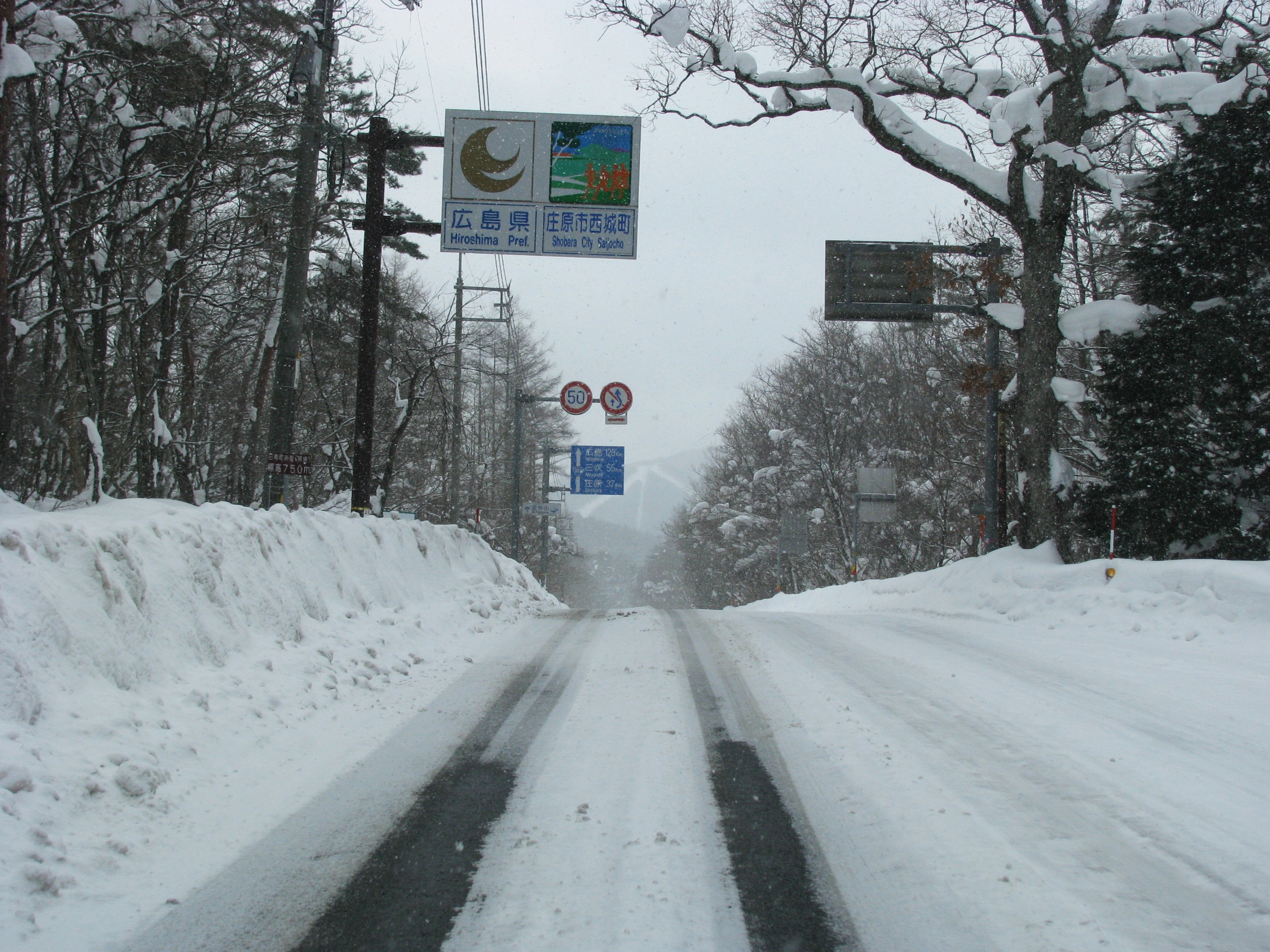
鍵掛峠（2011年1月）

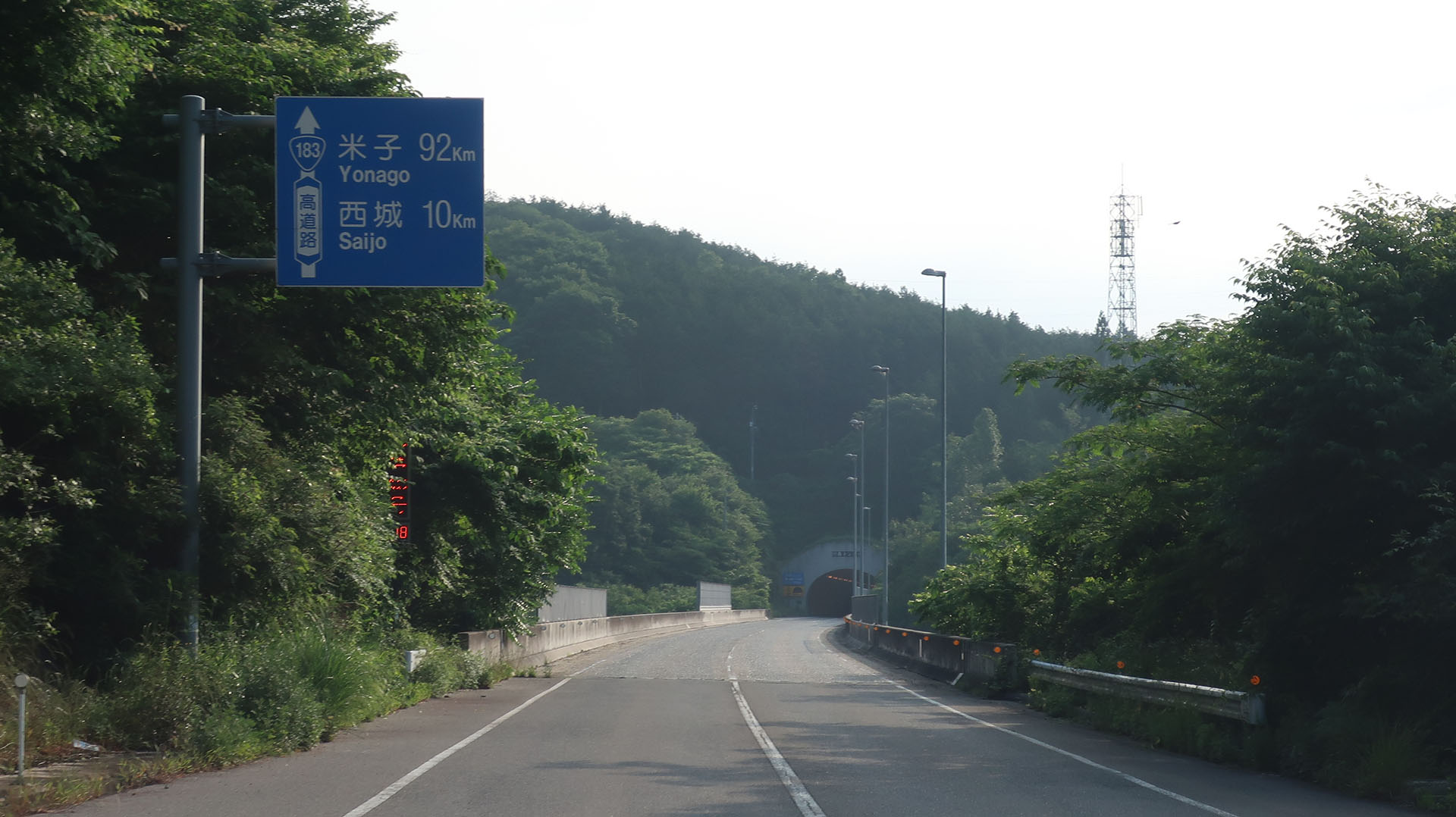
高道路（2020年6月）

以下、江府三次道路の各区間について述べる。
江府道路
- 起点：鳥取県日野郡江府町佐川
- 終点：鳥取県日野郡江府町武庫
- 延長：4.2km

2005年度（平成17年度）より事業着手された。
2022年度 (令和4年度) 久連トンネル掘削開始。
生山道路
- 起点：鳥取県日野郡日野町福長
- 終点：鳥取県日野郡日南町霞
- 延長：4.6km
- 全線開通日 : 2005年7月26日

開通に伴い、並行していた道路は、2006年（平成18年）3月31日鳥取県告示第233号により、国道の指定から外れ、日野町道・日南町道・鳥取県道223号生山停車場線・岡山県道・鳥取県道8号新見日南線となった。
鍵掛峠道路
- 起点：広島県庄原市西城町高尾
- 終点：鳥取県日野郡日南町新屋
- 延長：12.0 km

2005年度（平成17年度）より事業着手された。 広島県側の6.3 km、鳥取県側の5.7 kmともに開通時期未定。
交通の難所である広島県・鳥取県県境の鍵掛峠のバイパス道路である。
高道路
- 起点：広島県庄原市高町段
- 終点：広島県庄原市高町植松
- 延長：3.0 km
- 全線開通日 : 2008年3月9日

本道路は一般道路であり、案内標識も青色となっているが、歩行者、自転車、原付は通行不可である。
開通後しばらくは並行している道路も引き続き国道183号であったが、2021年（令和3年）9月24日の広島県告示第880号により、国道の指定から外れ、庄原市道・広島県道232号高停車場線となった。

## インターチェンジなど
- IC番号欄の背景色が■である部分については道路が開通済みの区間を示している。また、施設名欄の背景色が■である部分は施設が供用開始されていない、または完成していない事を示す。なお、未開通区間の名称は仮称である。
- 路線名の特記がないものは市町村道。
- 略字は、ICはインターチェンジを示す。

| IC番号                             | 施設名   | 接続路線名                  | 起点から (km)    | 備考     | 所在地 | 所在地       |
| ---------------------------------- | -------- | --------------------------- | ---------------- | -------- | ------ | ------------ |
| 4                                  | 江府IC   | E73 米子自動車道            |                  |          | 鳥取県 | 日野郡江府町 |
| 事業中（江府道路 延長約4.2 km）    |          |                             |                  |          | 鳥取県 | 日野郡江府町 |
| 調査区間                           | 調査区間 | 調査区間                    | 調査区間         | 調査区間 | 鳥取県 | 日野郡日野町 |
| 計画路線                           |          |                             |                  |          | 鳥取県 | 日野郡日野町 |
|                                    | 諏訪IC   | 国道183号                   |                  |          | 鳥取県 | 日野郡日野町 |
|                                    | かすみIC |                             | 3.6              |          | 鳥取県 | 日野郡日南町 |
|                                    | 丸山下IC | 国道183号 県道8号新見日南線 | 4.6              |          | 鳥取県 | 日野郡日南町 |
| 計画路線                           |          |                             |                  |          | 鳥取県 | 日野郡日南町 |
| 事業中（鍵掛峠道路 延長約12.0 km） |          |                             |                  |          | 鳥取県 | 日野郡日南町 |
| 広島県                             | 庄原市   |                             |                  |          |        |              |
| 広島県                             | 庄原市   | 計画路線                    |                  |          |        |              |
| 広島県                             | 庄原市   | 調査区間                    |                  |          |        |              |
| 広島県                             | 庄原市   | 高道路（延長3.0 km）        |                  |          |        |              |
| 広島県                             | 庄原市   | 調査区間                    |                  |          |        |              |
| 広島県                             | 三次市   |                             |                  |          |        |              |
| 広島県                             | 計画路線 |                             |                  |          |        |              |
| 広島県                             | 22       | 三次IC                      | E2A 中国自動車道 |          |        |              |

## 歴史
- 1994年（平成6年）12月：地域高規格道路の計画路線に指定
- 1997年（平成9年）：生山道路が事業化
- 2005年（平成17年）7月26日：生山道路（諏訪IC - 丸山下IC間）が開通
- 2008年（平成20年）3月9日：高道路が開通
- 2008年（平成20年）12月15日：かすみIC バスストップを設置

## 路線状況

### 車線・最高速度
| 区間                                 | 車線 上下線=上り線+下り線 | 最高速度 |
| ------------------------------------ | ------------------------- | -------- |
| （江府IC - 諏訪IC間未開通）          |                           |          |
| 諏訪IC - 丸山下IC                    | 2=1+1 （2車線）           | 70 km/h  |
| （丸山下IC - 庄原市高町段 間未開通） |                           |          |
| 庄原市高町段 - 庄原市高町植松        | 2=1+1 （暫定2車線）       | 60 km/h  |
| （庄原市高町植松 - 三次IC間未開通）  |                           |          |

### 道路規格
江府道路
- 道路規格：第3種第2級
- 設計速度：60 km/h
- 車線数：2車線
- 車線幅員：3.25 m

生山道路
- 道路規格：第1種第3級
- 設計速度：80 km/h
- 車線数：2車線
- 車線幅員：3.5 m

鍵掛峠道路
- 道路規格：第3種第3級
- 設計速度：60 km/h
- 車線数：2車線
- 車線幅員：3.0m

高道路
- 道路規格：第3種第1級
- 設計速度：80 km/h
- 車線数：暫定2車線
- 車線幅員：3.5 m